# Jefferson Pérez
Jefferson Pérez, född den 1 juli 1974 i Cuenca, Ecuador, är en ecuadoriansk friidrottare som tävlar i gång.
Pérez genombrott kom redan 1998 då han blev guldmedaljör vid VM för juniorer. Trots detta dröjde tills 1995 då han deltog vid ett VM för seniorer då han slutade på 33:e plats. 
Hans stora genombrott kom när han vid Olympiska sommarspelen 1996 i Atlanta vann guld på 20 km gång på tiden 1:20.07. Segern var Ecuadors första vid ett olympiskt spel. Han misslyckades fullständigt vid VM 1997 då han bara blev 14:e man. Vid VM 1999 slutade han på en andra plats efter ryssen Ilja Markov.
Han deltog även vid Olympiska sommarspelen 2000 i Sydney då han inte kunde försvara sitt guld utan slutade först på en fjärde plats. Inte heller vid VM 2001 blev det någon medalj då han slutade först på en åttonde plats. 
Vid VM 2003 i Paris vann han emellertid sitt första VM-guld när han gick i mål på tiden 1:17.21 vilket även var en förbättring av Francisco Javier Fernández världsrekord med en sekund. Han deltog även vid Olympiska sommarspelen 2004 i Aten, där han åter blev fyra på 20 km gång. Han deltog även på den längre distansen 50 km gång där han blev tolva.
Vid VM i Helsingfors 2005 försvarade han sitt guld då han noterade tiden 1:18.35 och två år senare vann han sitt tredje raka guld vid VM i Osaka. 
Han deltog även vid Olympiska sommarspelen 2008 i Peking, där han slutade tvåa, efter Valerij Bortjin, på tiden 1:19.15.